# خطر فيزيائي

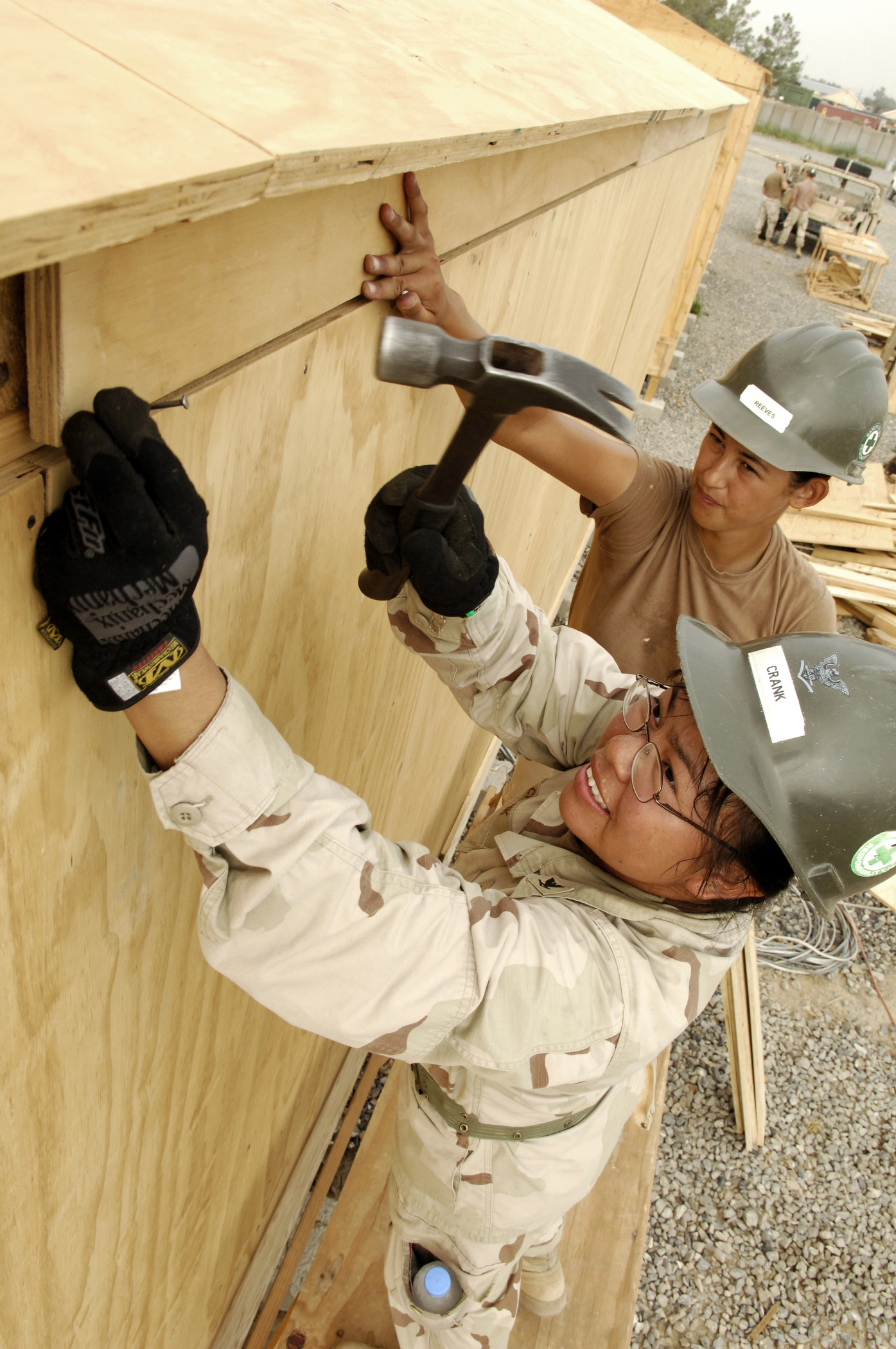
الصورة تمثل بعض هذه المخاطر الفيزيائية المتمثلة مثلا في الضوضاء التي تؤدي إلى فقدان السمع إذا كان الأمر بصفة مستمرة لذا ينبغي احترام شروط السلامة كما هو مبين في الصورة المتمثل في القفازات ولباس خاص وغيرها

الخطر الفيزيائي يشير في السلامة والصحة المهنية إلى المخاطر المحتملة التي يمكن أن تسبب ضررًا جسديًا أو إصابة للعمال بسبب العوامل المادية أو الظروف الموجودة في مكان العمل. ويمكن تصنيفها كنوع من المخاطر المهنية أو المخاطر البيئية. وتشمل المخاطر الأرجنومية، الضوضاء والاهتزاز والإشعاعات والكهرباء ودرجات الحرارة القصوى.
يمكن للضوضاء العالية في العمل أن تلحق الضرر بسمع العمال. يحدث هذا عادة على مدى فترات زمنية أطول بسبب التعرض لفترات طويلة لمستويات الضوضاء العالية. قد يكون فقدان السمع مؤقتًا فقط بعد فترات قصيرة من التعرض للضوضاء، ولكن إذا استمر العمال في التعرض لمستويات عالية من الضوضاء فسوف يعانون من ضرر دائم في السمع أو أمراض أخرى مثل طنين الأذن. يمكن أيضًا أن يحدث الضرر الدائم على الفور بسبب الضوضاء المفاجئة والصاخبة للغاية. يمكن أن تتداخل مستويات الضوضاء العالية مع عملية الاتصال وتجعل سماع التحذيرات أكثر صعوبة، كما يمكن أن تزيد أيضًا من إرهاق العمال وتسبب التوتر والتهيج واضطرابات النوم، مما يقلل من الأداء.